# TT Arietis
TT Arietis (TT Ari / BD+14 341 / PLX 434.01) es una estrella variable en la constelación zodiacal de Aries.
Es una de las variables más peculiares del cielo nocturno, siendo su magnitud aparente habitual +10,5.
Se encuentra a una distancia estimada de 1100 años luz.

## Variabilidad
La variabilidad de TT Arietis fue descubierta a mediados de la década de 1950.
Tanto en fotometría como en espectroscopia, la estrella exhibe diversos períodos en muchas longitudes de onda, con cambios que se extienden en el tiempo desde minutos a años.
En concreto, su variabilidad en el espectro visible y en rayos X tiene lugar en muchas escalas de tiempo, mostrando también efímeras oscilaciones cuasi-periódicas.
Por ello, el estudio de su curva de luz llevó a pensar en un primer momento que era una variable R Coronae Borealis, no muy distinta a R Coronae Borealis.
Sin embargo, el descubrimiento de su naturaleza binaria en 1975 así como posteriores estudios en el espectro visible y ultravioleta condujeron a su clasificación como variable cataclísmica; hoy es considerada una variable VY Sculptoris, una de las subclases de las novas.
TT Arietis es una de las variables cataclísmicas más brillantes, cuyo brillo oscila entre magnitud aparente +10,5 y +15,5.
A diferencia de otras variables cataclísmicas, permanece la mayor parte de su tiempo en brillo máximo.
Observadores de la AAVSO del siglo pasado pusieron de manifiesto que TT Arietis experimentó cambios sustanciales de brillo en la década de 1980.
En noviembre de 1980 su brillo había disminuido hasta magnitud +14, para, un mes después, ir aumentando hasta detenerse en magnitud +11, permaneciendo en este estado aproximadamente un año.
Su brillo empezó a declinar nuevamente hasta marzo de 1982, cuando alcanzó el mínimo de magnitud +15,5, permaneciendo así hasta septiembre de 1984.
Para mediados de 1985, sin embargo, había alcanzado su brillo «habitual».

## Características
TT Ariestis es un sistema binario en donde la componente primaria es una enana blanca caliente cuya temperatura efectiva es de 39.000 K, acompañada por una estrella mucho más fría de tipo espectral M3.5 ± 0.5.
Se piensa que la superficie de la enana blanca se calienta por un elevado ritmo de acreción, llegando a alcanzar una temperatura próxima a los 80.000 K.
El período orbital del sistema es de sólo 0,13755 días (3,3 horas).

Debido a la inclinación del plano orbital, la curva de luz del sistema no muestra eclipses prominentes.